# Tillandsia boqueronensis
Tillandsia boqueronensis är en gräsväxtart som beskrevs av Renate Ehlers. Tillandsia boqueronensis ingår i släktet Tillandsia och familjen Bromeliaceae. Inga underarter finns listade i Catalogue of Life.